# Lente acromática

Um par acromático traz a luz vermelha e a azul para o mesmo foco, e é o mais antigo exemplo de uma lente acromática

Uma lente acromática é uma lente ou sistema de lentes que é projetado para limitar os efeitos das aberrações cromática e esférica. Lentes acromáticas são corrigidas de forma a dois comprimentos de onda (tipicamente o vermelho e o azul) terem o mesmo foco no mesmo plano.
O tipo mais comum, chamado de dubleto acromático, é composto de duas lentes individuais com diferentes densidades. Tipicamente, uma lente biconvexa e uma plano-côncava. Essas duas lentes são feitas com vidros diferentes, respectivamente de menor e maior densidade. 
O conjunto é montado de forma que a aberração de uma equilibre a outra, e com a diferença de densidade, as cores sofrem um desvio diferente que leva ao mesmo ponto do eixo óptico. Dessa forma reduzindo consideravelmente a aberração cromática. Devido a essas propriedades o conjunto de lentes é muito utilizado em telescópios refratores, pois corrige a aberração que atrapalha o funcionamento do aparelho.